# Celmisia macmahonii
Celmisia macmahonii là một loài thực vật có hoa trong họ Cúc. Loài này được Kirk mô tả khoa học đầu tiên năm 1895.